# Estados Unidos en los Juegos Paralímpicos de París 2024
Estados Unidos estuvo representado en los Juegos Paralímpicos de París 2024 por un total de 219 deportistas, 210 mujeres y 209 hombres.

## Medallistas
El equipo paralímpico estadounidense obtuvo las siguientes medallas:
| Nombre | Deporte                       | Evento                                       |
| --- | ----------------------------- | -------------------------------------------- |
| Oro |                               |                                              |
| Noelle Malkamaki | Atletismo                     | Peso F46 femenino                            |
| Jaydin Blackwell | Atletismo                     | 100 m T38 masculino                          |
| Jaydin Blackwell | Atletismo                     | 400 m T38 masculino                          |
| Ezra Frech | Atletismo                     | 100 m T63 masculino                          |
| Ezra Frech | Atletismo                     | Salto de altura T63 masculino                |
| Noah Malone | Atletismo                     | 100 m T12 masculino                          |
| Hunter Woodhall | Atletismo                     | 400 m T62 masculino                          |
| Daniel Romanchuk | Atletismo                     | 5000 m T54 masculino                         |
| Jeremy Campbell | Atletismo                     | Disco F64 masculino                          |
| Roderick Townsend | Atletismo                     | Salto de altura T47 masculino                |
| Brian Bell John Boie AJ Fitzpatrick Nate Hinze Trevon Jenifer Talen Jourdan Jeromie Meyer Fabian Romo Jorge Salazar Paul Schulte Steven Serio Jake Williams                           | Baloncesto en silla de ruedas | Torneo masculino                             |
| Oksana Masters | Ciclismo en ruta              | Ruta H5 femenino                             |
| Oksana Masters | Ciclismo en ruta              | Contrarreloj H4-5 femenino                   |
| Katerina Brim | Ciclismo en ruta              | Contrarreloj H1-3 femenino                   |
| Samantha Bosco | Ciclismo en ruta              | Contrarreloj C4 femenino                     |
| Fiona Howard | Deportes ecuestres            | Doma individual grado II mixto               |
| Fiona Howard | Deportes ecuestres            | Doma individual estilo libre grado II mixto  |
| Rebecca Hart | Deportes ecuestres            | Doma individual estilo libre grado III mixto |
| Rebecca Hart | Deportes ecuestres            | Doma individual estilo libre grado III mixto |
| Roxanne Trunnell Fiona Howard Rebecca Hart | Deportes ecuestres            | Doma por equipos grado I-V mixto             |
| Leanne Smith | Natación                      | 50 m libre S4 femenino                       |
| Leanne Smith | Natación                      | 100 m libre S3 femenino                      |
| Christie Raleigh Crossley | 100 m espalda S9 femenino     |                                              |
| Christie Raleigh Crossley | Natación                      | 100 m mariposa S9 femenino                   |
| Jessica Long | Natación                      | 100 m mariposa S8 femenino                   |
| Jessica Long | Natación                      | 400 m libre S8 femenino                      |
| Gia Pergolini | Natación                      | 100 m espalda S13 femenino                   |
| Mallory Weggemann | Natación                      | 200 m estilos SM7 femenino                   |
| Morgan Stickney | Natación                      | 400 m libre S7 femenino                      |
| Olivia Chambers | Natación                      | 400 m libre S13 femenino                     |
| Matt Stutzman | Tiro con arco                 | Compuesto individual clase abierta masculino |
| Jason Tabansky | Tiro con arco                 | Individual W1 masculino                      |
| Hailey Danz | Triatlón                      | PTS2 femenino                                |
| Grace Norman | Triatlón                      | PTS5 femenino                                |
| Chris Hammer | Triatlón                      | PTS5 masculino                               |
| Kathryn Holloway Whitney Dosty Tia Edwards Heather Erickson Kaleo Maclay Monique Burkland Nicky Nieves Sydney Satchell Emma Schieck Alexis Shifflett Lora Webster Bethany Zummo       | Voleibol sentado              | Torneo femenino                              |
| Plata |                               |                                              |
| Brittni Mason | Atletismo                     | 100 m T47 femenino                           |
| Brittni Mason | Atletismo                     | 200 m T47 femenino                           |
| Taylor Swanson | Atletismo                     | 100 m T37 femenino                           |
| Tatyana McFadden | Atletismo                     | 100 m T54 femenino                           |
| Susannah Scaroni | Atletismo                     | 5000 m T54 femenino                          |
| Arelle Middleton | Atletismo                     | Peso F64 femenino                            |
| Jaleen Roberts | Atletismo                     | Salto de longitud T37 femenino               |
| Ryan Medrano | Atletismo                     | 100 m T38 masculino                          |
| Ryan Medrano | Atletismo                     | 400 m T38 masculino                          |
| Derek Loccident | Atletismo                     | Salto de altura T64 masculino                |
| Derek Loccident | Atletismo                     | Salto de longitud T64 masculino              |
| Korban Best | Atletismo                     | 100 m T47 masculino                          |
| Noah Malone | Atletismo                     | 400 m T12 masculino                          |
| Isaac Jean-Paul | Atletismo                     | Salto de longitud T13 masculino              |
| Jayci Simon Miles Krajewski | Bádminton                     | Dobles SH6 mixto                             |
| Josie Aslakson Abigail Bauleke Kaitlyn Eaton Ixhelt Gonzalez Rose Hollermann Alejandra Ibáñez Bailey Moody Becca Murray Emily Oberst Courtney Ryan Natalie Schneider Lindsey Zurbrugg | Baloncesto en silla de ruedas | Torneo femenino                              |
| Dennis Connors | Ciclismo en ruta              | Ruta T1-2 masculino                          |
| Roxanne Trunnell | Deportes ecuestres            | Doma individual grado I mixto                |
| Liana Mutia | Judo                          | –57 kg J1 femenino                           |
| Elizabeth Marks | Natación                      | 50 m libre S6 femenino                       |
| Elizabeth Marks | Natación                      | 100 m espalda S6 femenino                    |
| Elizabeth Marks | Natación                      | 200 m estilos SM6 femenino                   |
| Christie Raleigh Crossley | Natación                      | 50 m libre S10 femenino                      |
| Christie Raleigh Crossley | Natación                      | 100 m libre S9 femenino                      |
| Olivia Chambers | Natación                      | 100 m braza SB13 femenino                    |
| Olivia Chambers | Natación                      | 200 m estilos SM13 femenino                  |
| Alexandra Truwit | Natación                      | 100 m espalda S10 femenino                   |
| Alexandra Truwit | Natación                      | 400 m libre S10 femenino                     |
| Gia Pergolini | Natación                      | 50 m libre S13 femenino                      |
| Morgan Stickney | Natación                      | 100 m libre S7 femenino                      |
| McKenzie Coan | Natación                      | 400 m libre S7 femenino                      |
| Mallory Weggemann | Natación                      | 50 m mariposa S7 femenino                    |
| Grace Nuhfer | Natación                      | 100 m mariposa S13 femenino                  |
| Noah Jaffe | Natación                      | 100 m libre S8 masculino                     |
| Elizabeth Marks Leanne Smith Abbas Karimi Zachary Shattuck | Natación                      | 4 × 50 m libre (20 ptos.) mixto              |
| Elizabeth Marks Leanne Smith Abbas Karimi Morgan Ray | Natación                      | 4 × 50 m estilos (20 ptos.) mixto            |
| Skylar Dahl Emelie Eldracher Alex Flynn Ben Washburne Gemma Wollenschlaeger | Remo                          | Cuatro con timonel PR3Mix4+ mixto            |
| Yan Xiao Gong | Tiro                          | Pistola 25 m SH1 mixto                       |
| Kendall Gretsch | Triatlón                      | PTWC femenino                                |
| Mohamed Lahna | Triatlón                      | PTS2 masculino                               |
| Carson Clough | Triatlón                      | PTS4 masculino                               |
| Sarah Adam Chuck Aoki Clayton Brackett Jeff Butler Lee Fredette Brad Hudspeth Chuck Melton Eric Newby Josh O'Neill Zion Redington Mason Symons Josh Wheeler                           | Rugby en silla de ruedas      | Torneo mixto                                 |
| Bronce |                               |                                              |
| Susannah Scaroni | Atletismo                     | 800 m T54 femenino                           |
| Susannah Scaroni | Atletismo                     | 1500 m T54 femenino                          |
| Susannah Scaroni | Atletismo                     | Maratón T54 femenino                         |
| Jaleen Roberts | Atletismo                     | 100 m T37 femenino                           |
| Eva Houston | Atletismo                     | 800 m T34 femenino                           |
| Liza Corso | Atletismo                     | 1500 m T13 femenino                          |
| Beatriz Hatz | Atletismo                     | Salto de longitud T64 femenino               |
| Brian Siemann | Atletismo                     | 400 m T53 masculino                          |
| Brian Siemann | Atletismo                     | 800 m T53 masculino                          |
| Daniel Romanchuk | Atletismo                     | 400 m T54 masculino                          |
| Michael Brannigan | Atletismo                     | 1500 m T20 masculino                         |
| David Blair | Atletismo                     | Disco masculino                              |
| Jarryd Wallace | Atletismo                     | Salto de longitud T64 masculino              |
| Tatyana McFadden Hunter Woodhall Noah Malone Korban Best Taylor Swanson | Atletismo                     | 4 × 100 m mixto                              |
| Elouan Gardon | Ciclismo en pista             | Persecusción individual C5 masculino         |
| Clara Brown | Ciclismo en ruta              | Ruta C1-3 femenino                           |
| Travis Gaertner Katerina Brim Matt Tingley | Ciclismo en ruta              | Relevo por equipos H1-5 mixto                |
| Kate Shoemaker | Deportes ecuestres            | Doma individual estilo libre grado IV mixto  |
| Christella Garcia | Judo                          | +70 kg J1 femenino                           |
| Colleen Young | Natación                      | 100 m braza SB13 femenino                    |
| Julia Gaffney | Natación                      | 200 m estilos SM7 femenino                   |
| Matthew Torres Natalie Sims Noah Jaffe Christie Raleigh Crossley | Natación                      | 4 × 100 m libre (34 ptos.) mixto             |
| Steven Haxton | Piragüismo                    | VL2 masculino                                |
| Evan Medell | Taekwondo                     | +80 kg masculino                             |
| Ian Seidenfeld | Tenis de mesa                 | Individual MS6 masculino                     |
| Allysa Seely | Triatlón                      | PTS2 femenino                                |
| Mark Barr | Triatlón                      | PTS2 masculino                               |